# GMC Acadia
GMC Acadia - повнорозмірний[джерело?] кросовер від GM.

## Перше покоління (2006–2017)

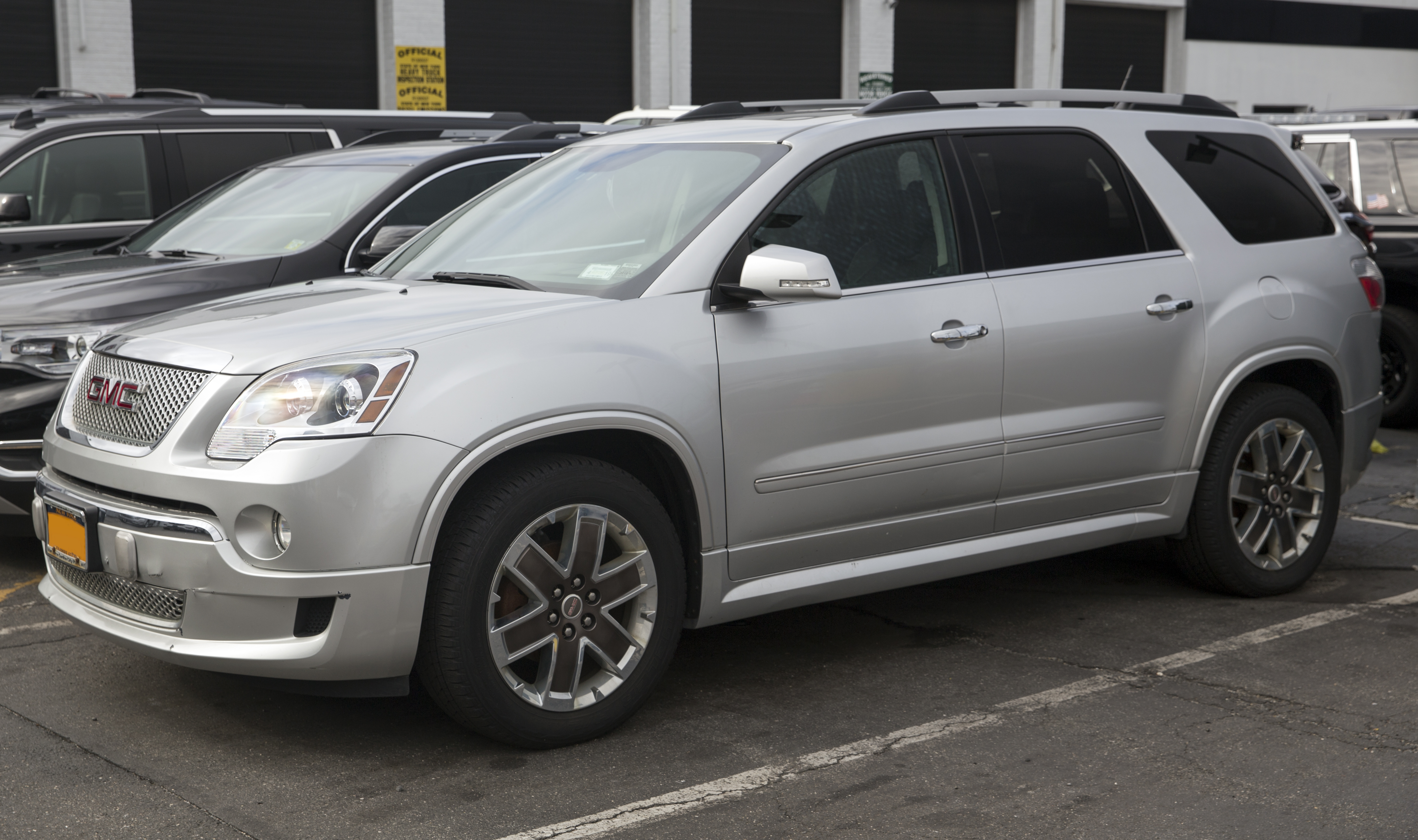
GMC Acadia Denali 2011

Acadia надійшов у продаж в США в грудні 2006 року, а в Канаді в січні 2007 року. GMC Acadia, Chevrolet Traverse, Buick Enclave і Saturn Outlook збудовані на новій платформі GM Lambda. Acadia замінює 3 автомобілі: фургон GMC Safari, позашляховик GMC Envoy і мінівен Pontiac Montana SV6. У 2009 році автомобілі на платформі Lambda замінили Buick Rainier, Buick Rendezvous і Buick Terraza, а потім і Chevrolet TrailBlazer.

### Acadia Denali

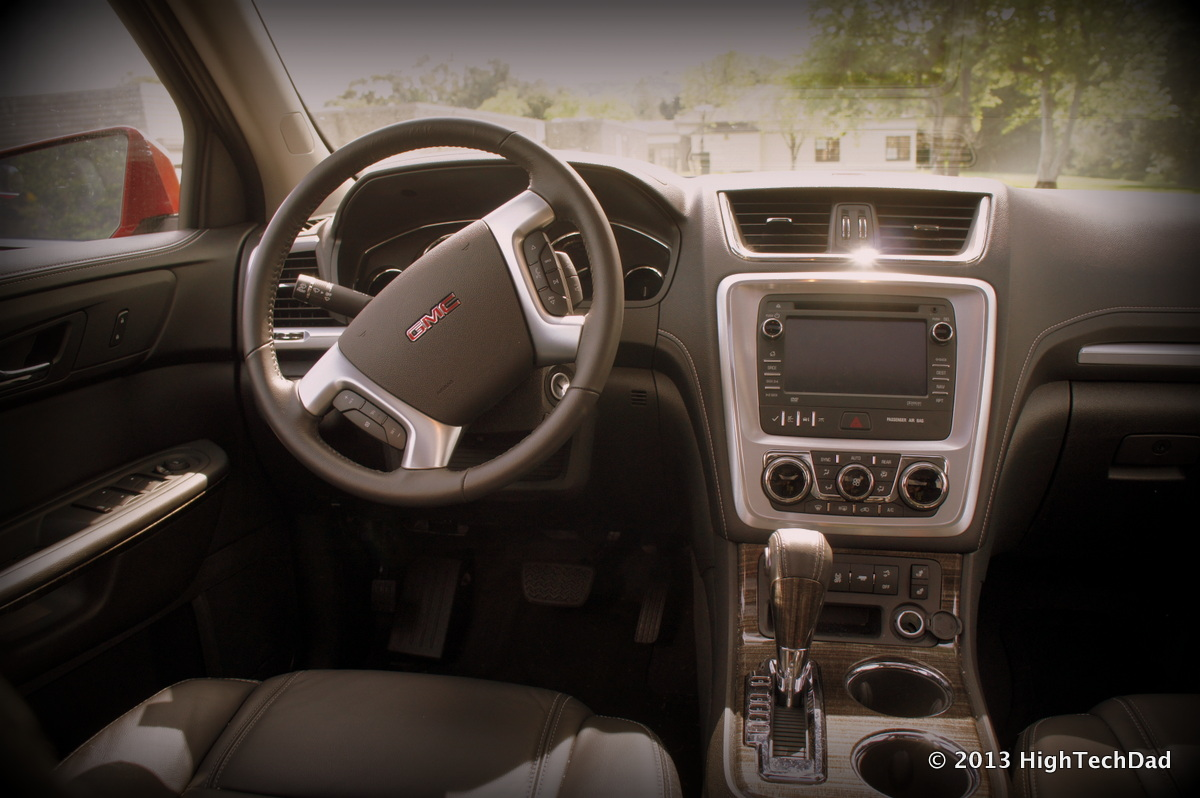

Версія Acadia Denali дебютувала в третьому кварталі 2010 року як модель 2011 року. Ця комплектація обробки доступна як в FWD так і в AWD версії з сімома чи вісьмома сидіннями і має монотонну фарби, стільникову решітка радіатора, унікальні передні і задні бампери, ксенонові фари, хромовані акценти, 20-дюймові колеса з титановими дисками з шістьма спицями. Інтер'єр оновлення включає перфоровані шкіряні крісла і унікальну обробку деревом.
Люксова комплектація Acadia Denali пропонується разом з Yukon Denali і Yukon XL Denali, в свою чергу це перший кросовер GMC з шильдиком Denali.

### Рестайлінг 2013

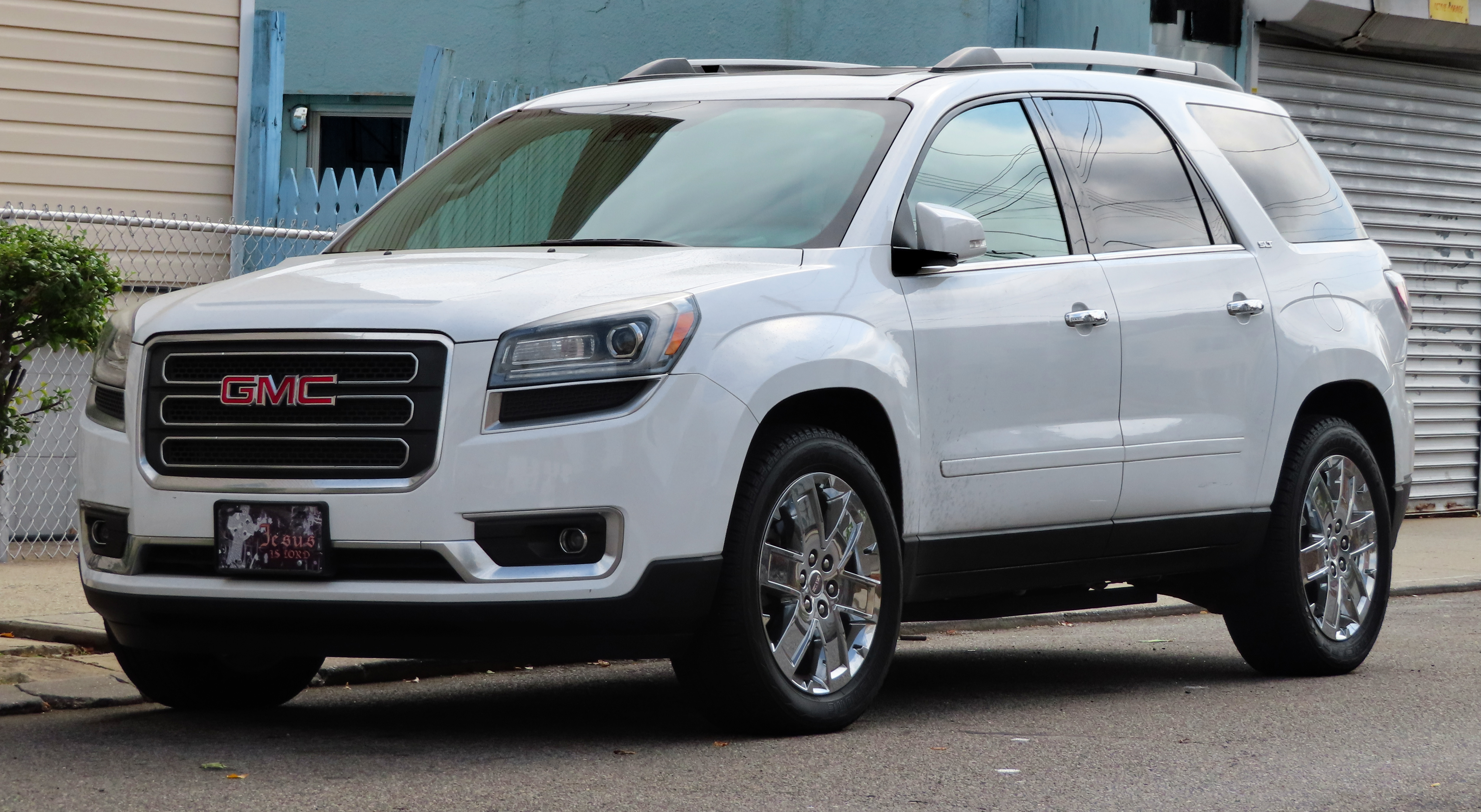
GMC Acadia Denali 2013

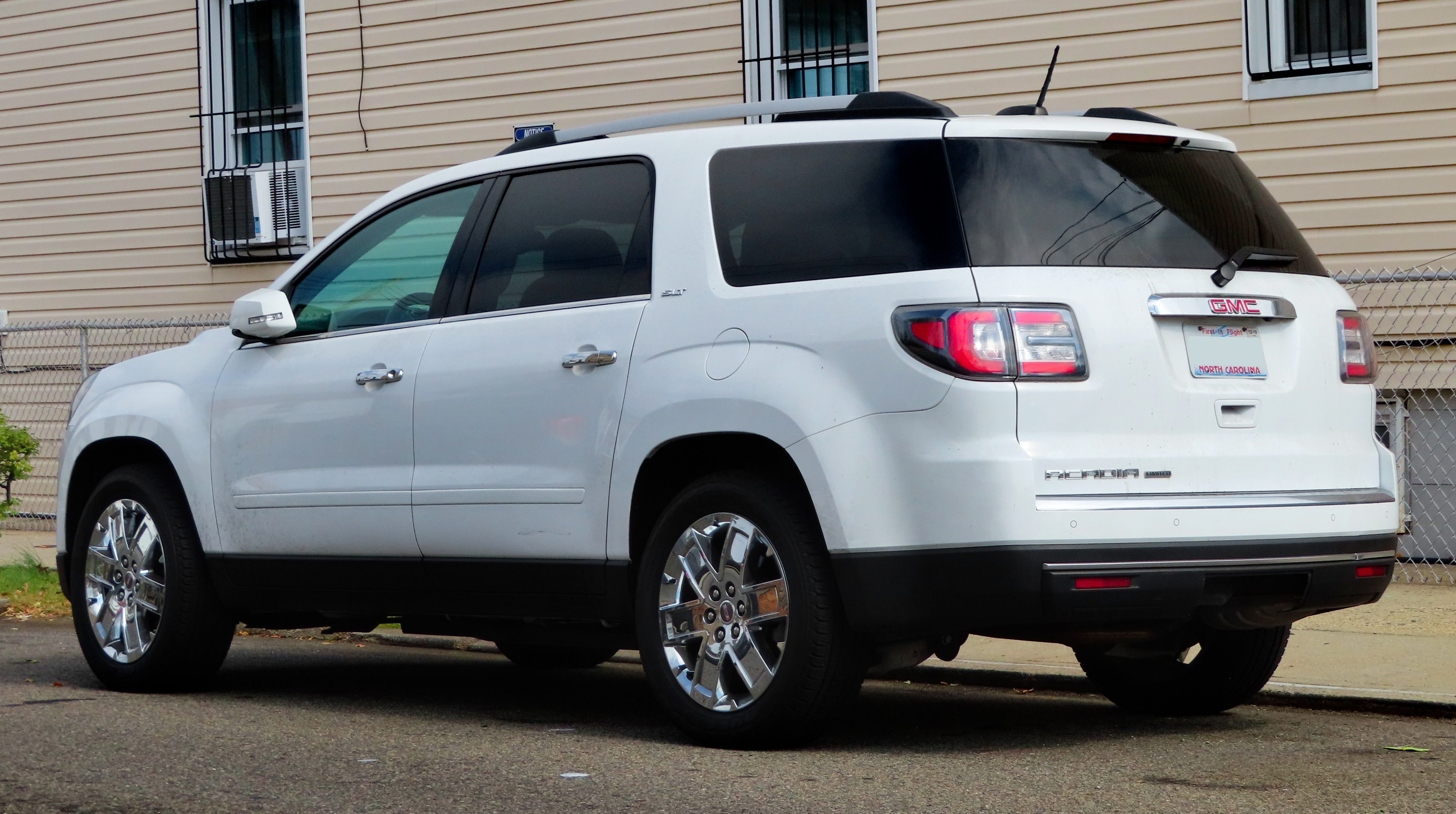
GMC Acadia Denali 2013

GM представила оновлений 2013 GMC Acadia в 2012 році на Чиказькому автосалоні, з кузовом з неіснуючої Saturn Outlook. У 2013 році Acadia отримає повністю передню частину, перероблені задні двері багажника і покращений інтер'єр. Як і його дві інші моделі Buick Enclave і Chevrolet Traverse.

### Двигуни
- 3.6 л LY7 V6 275 к.с.
- 3.6 л LLT V6 288 к.с.

## Друге покоління (2016―2023)

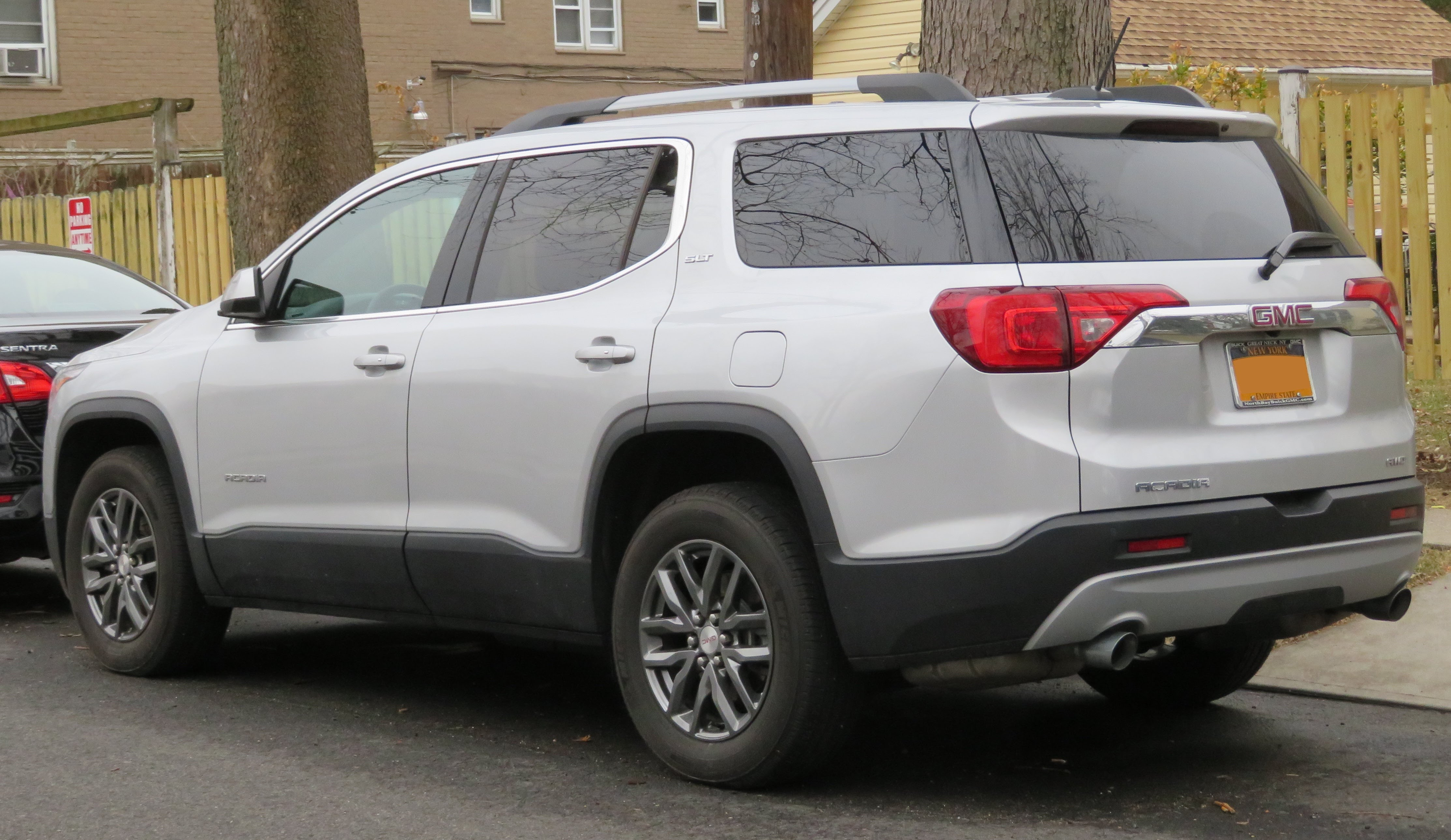
GMC Acadia II

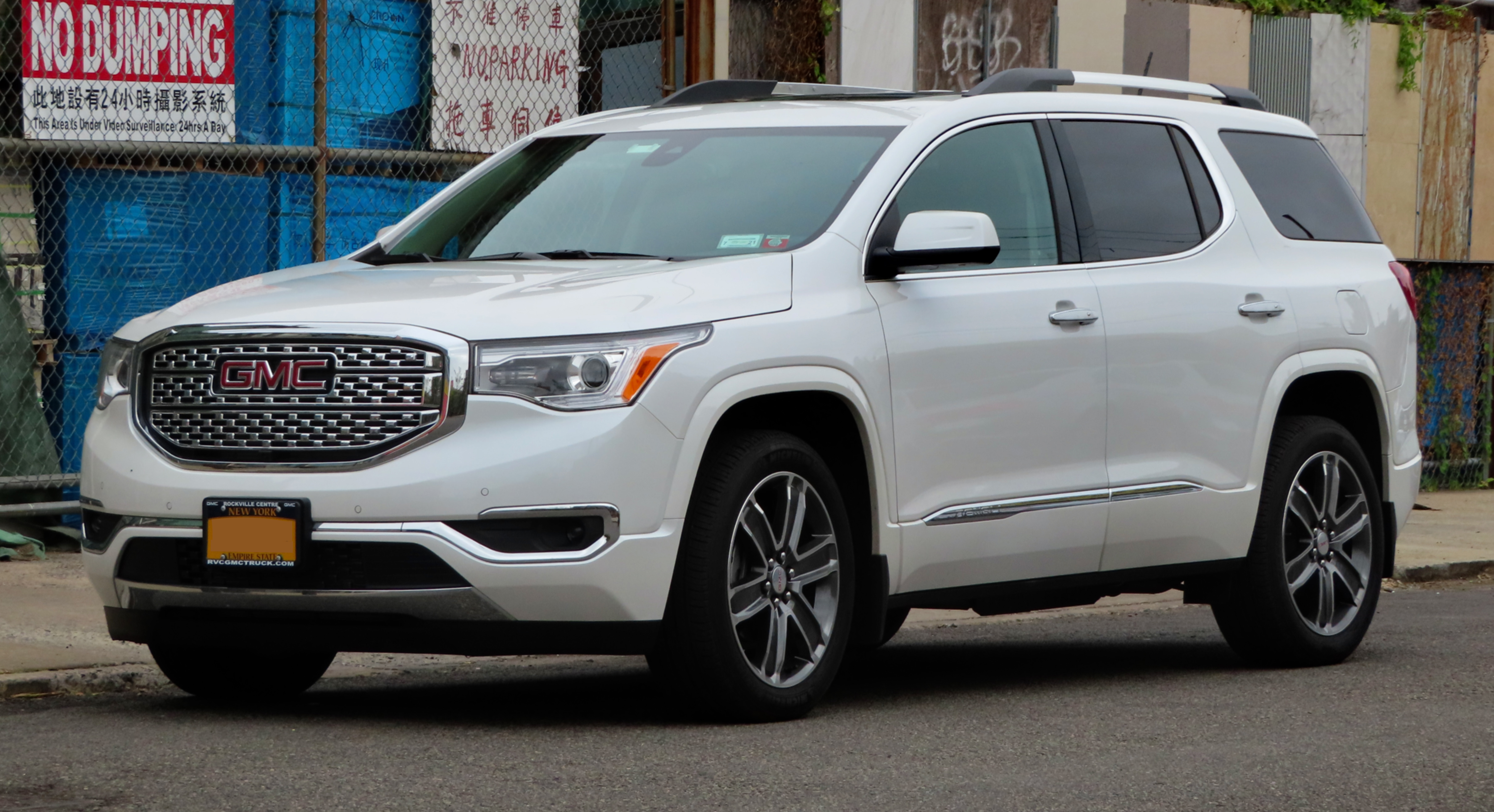
GMC Acadia Denali (2016-2019)

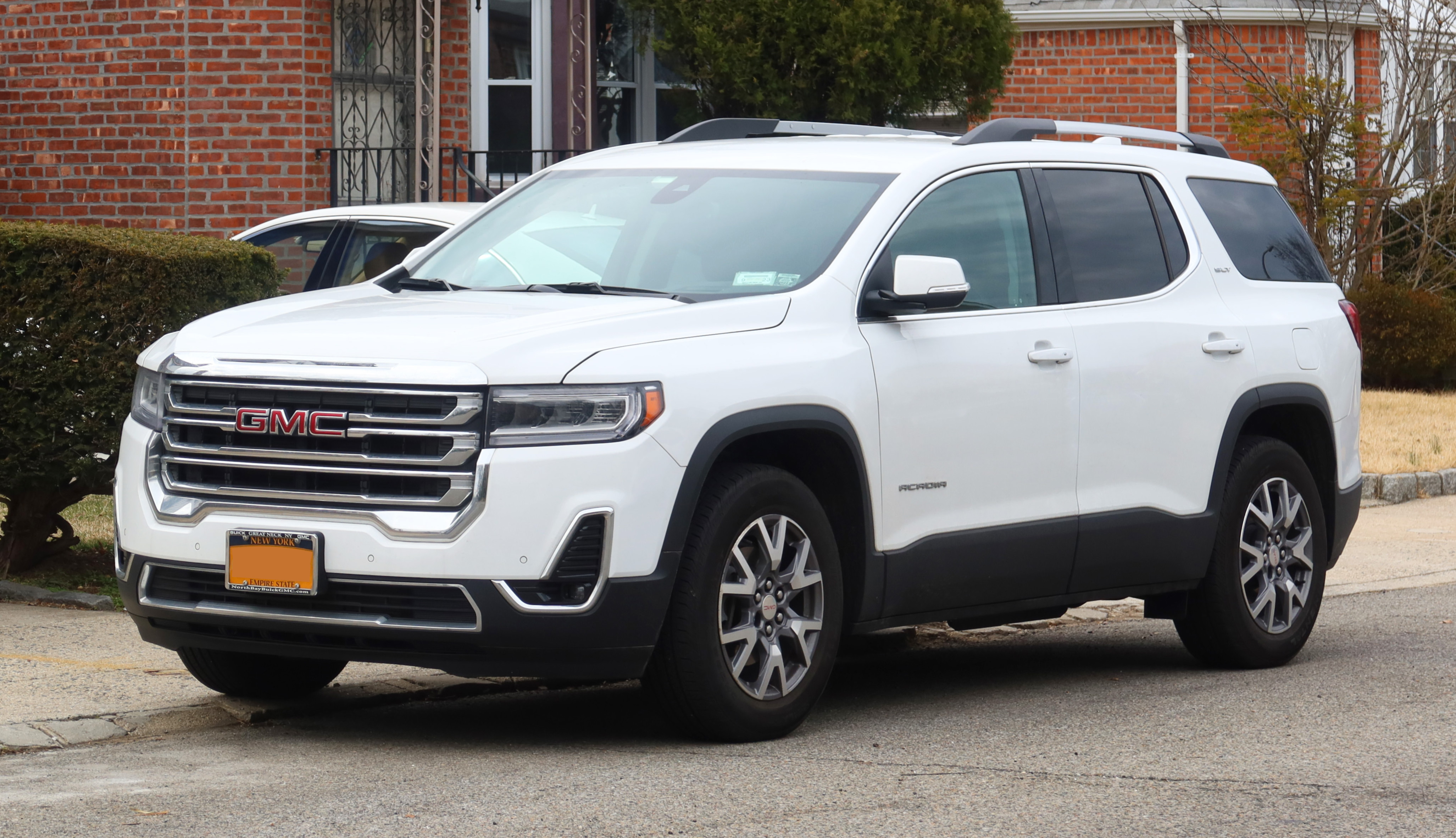
GMC Acadia II (з 2019)

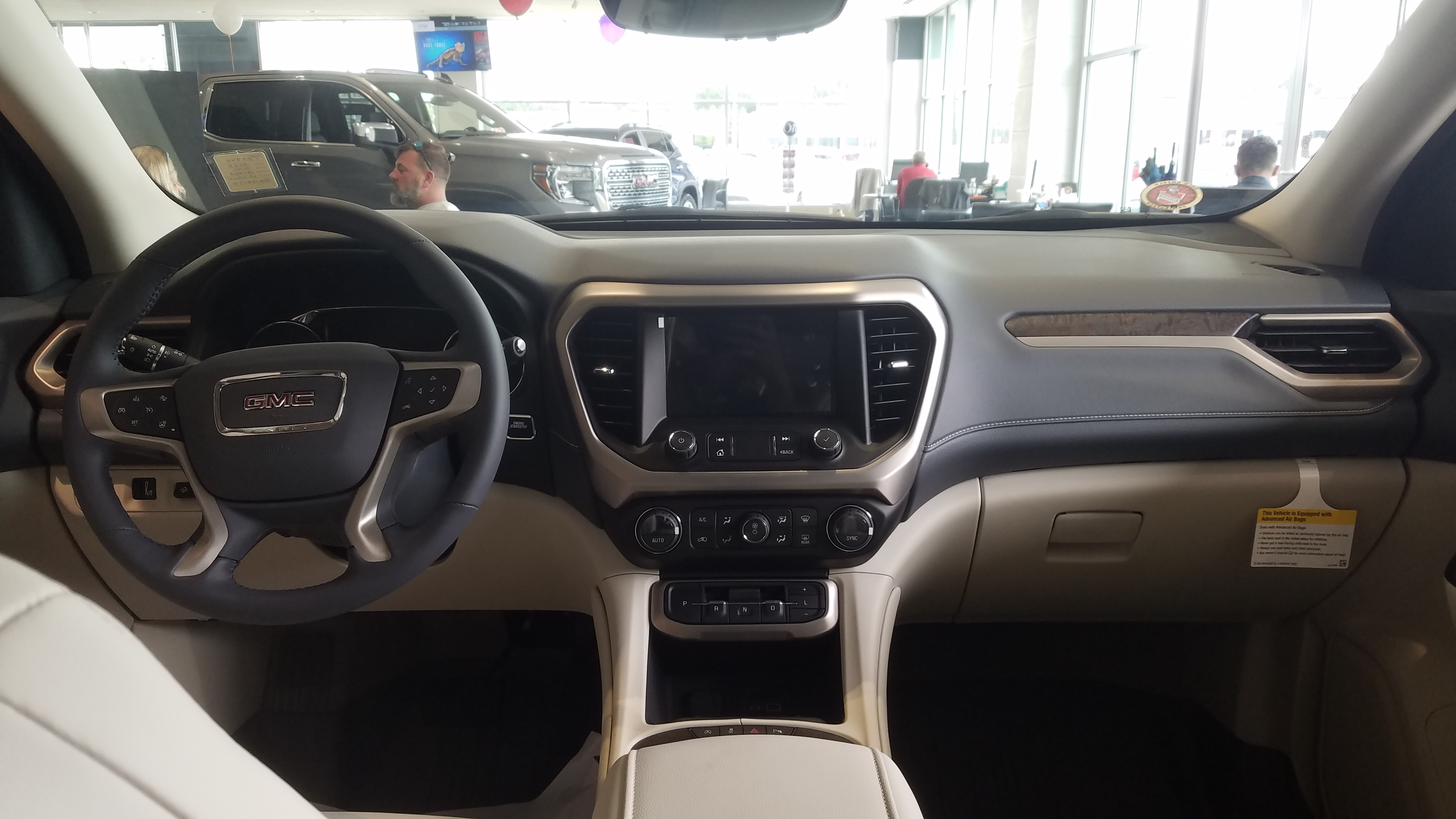

Друге покоління GMC Acadia було представлено в Детройті в 2016 році. У порівнянні з попереднім поколінням маса автомобіля знизилася на 317 кг. Також зменшилися габаритні розміри, через що автомобіль не буде пропонуватися в 8-ми місним салоном. Автомобіль збудовано на платформі C1XX і комплектується двома двигунами: чотирициліндровим 2,5 л LCV I4 193 к.с. і 3,6 л LGX V6 310 к.с. Коробка передач 6-ти ступінчастий автомат. Доступний як передній, так і повний привід.

### Рестайлінг 2019
GMC Acadia отримав рестайлінг у 2019 році. Фейсліфтинг представив новий зовнішній стиль (зокрема, нову передню решітку, натхненну абсолютно новим GMC Sierra 1500 2019 року), переглянуту інформаційно-розважальну систему з Apple CarPlay і інтеграцією смартфона Android Auto, нові варіанти легкосплавних дисків, абсолютно новий рівень комплектації AT4 (який замінює пакет All-Terrain Package на деяких рівнях комплектації), новий рядний чотирициліндровий (I4) двигун EcoTec об’ємом 2,0 л з турбонаддувом (опції двигуна EcoTec I4 об’ємом 2,5 л та 3,6 л VVT V6 залишаються доступними до 2020 року) і кнопкову автоматичну коробку передач Electronic Precision Shift, яка вперше була представлена на GMC Terrain 2018 року, серед інших змін цей важіль перемикання передач поєднано з новою 9-ступінчастою автоматичною. GMC Acadia надійшов у продаж восени 2019 року.

### Двигуни
- 2.0 л LSY turbo I4 (2020)
- 2,5 л LCV I4 193 к.с.
- 3,6 л LGX V6 310 к.с.

## Третє покоління (з 2024)

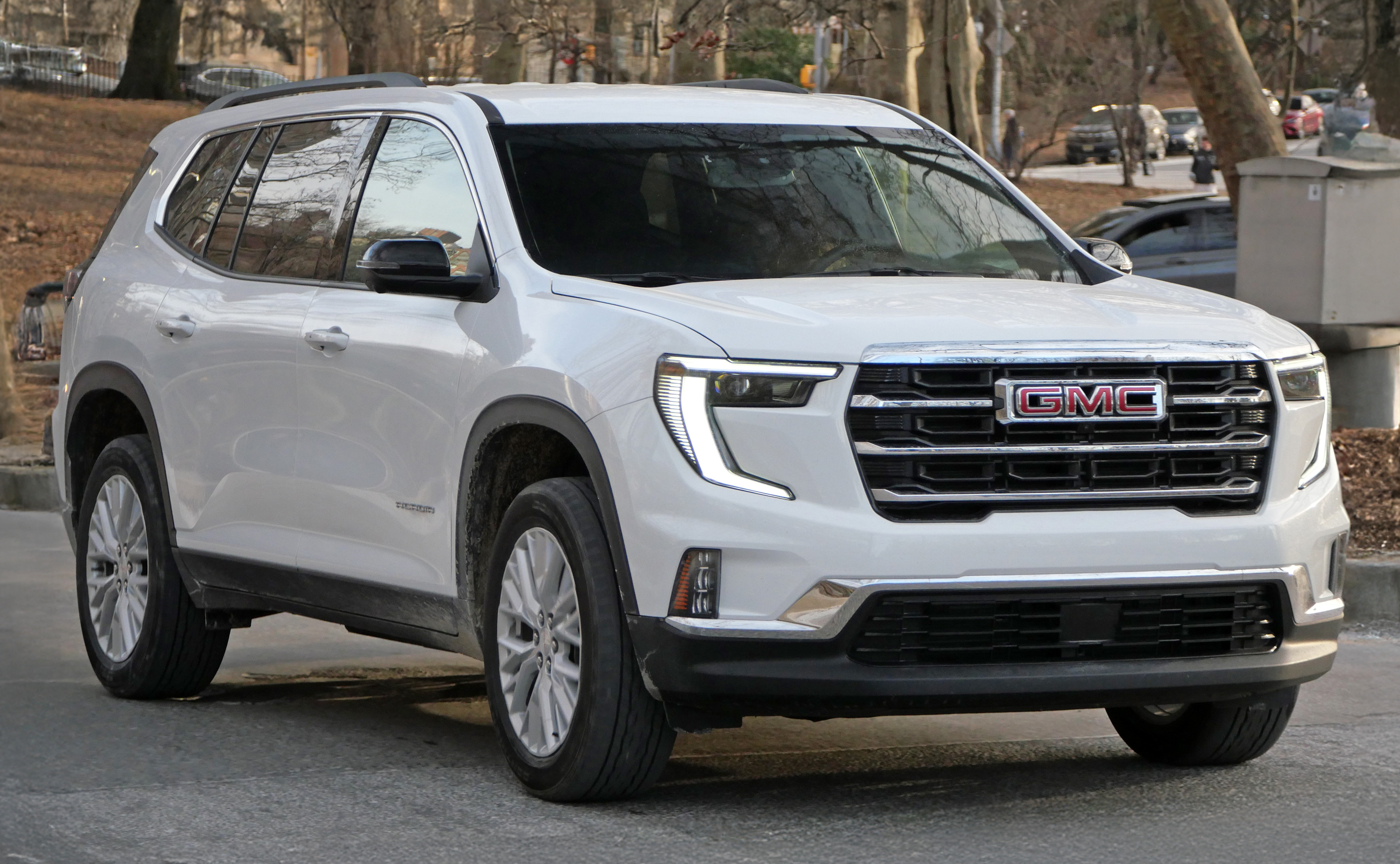
GMC Acadia ІІІ

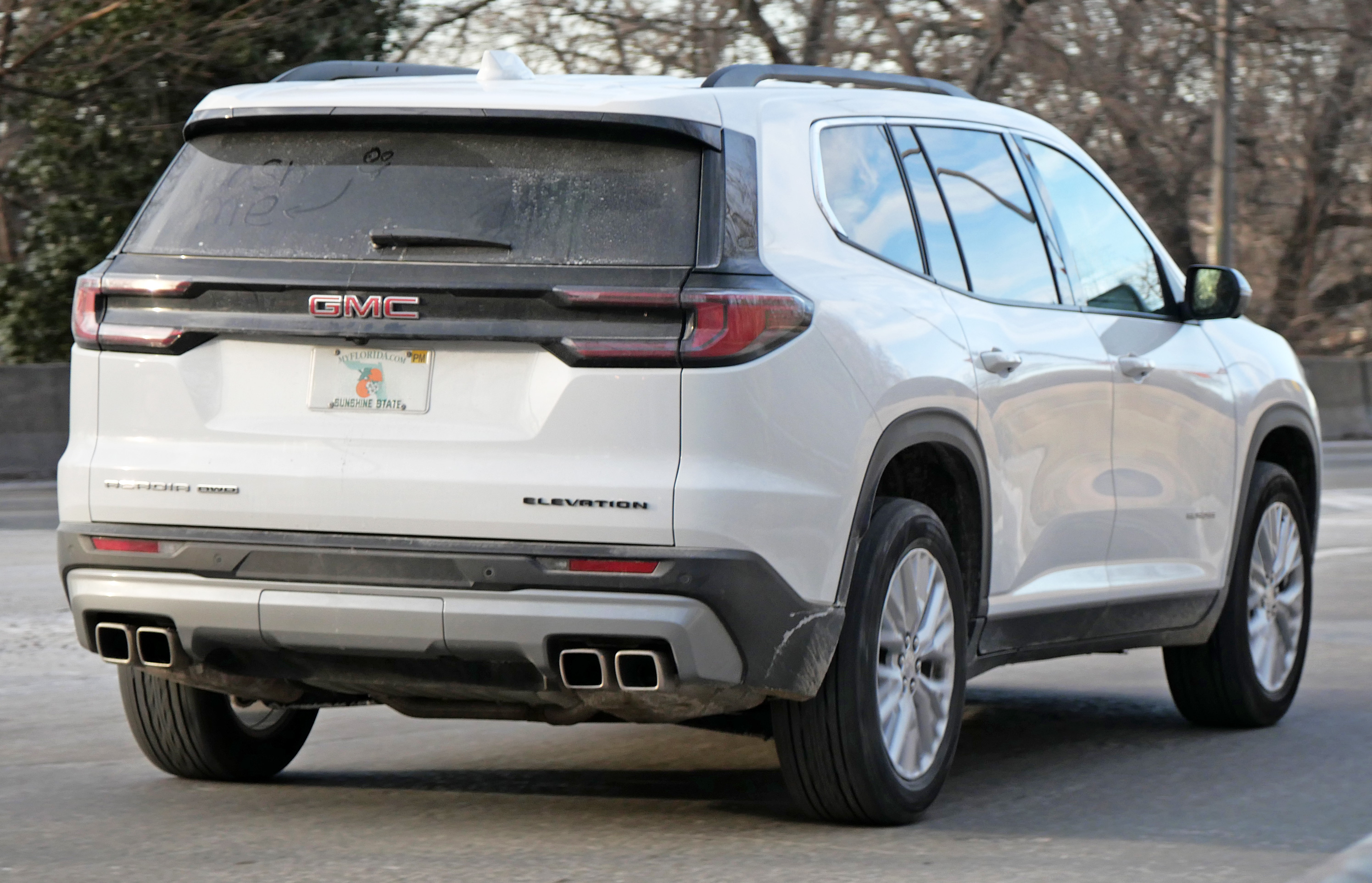
GMC Acadia ІІІ

Acadia 2024 року була представлена на Північноамериканському міжнародному автосалоні 2023 року. Розмір Acadia було збільшено до повнорозмірного, щоб дозволити йому краще конкурувати в сегменті трирядних кросоверів. Він вміщує до 8 місць і має спільну колісну базу з більшим Yukon.

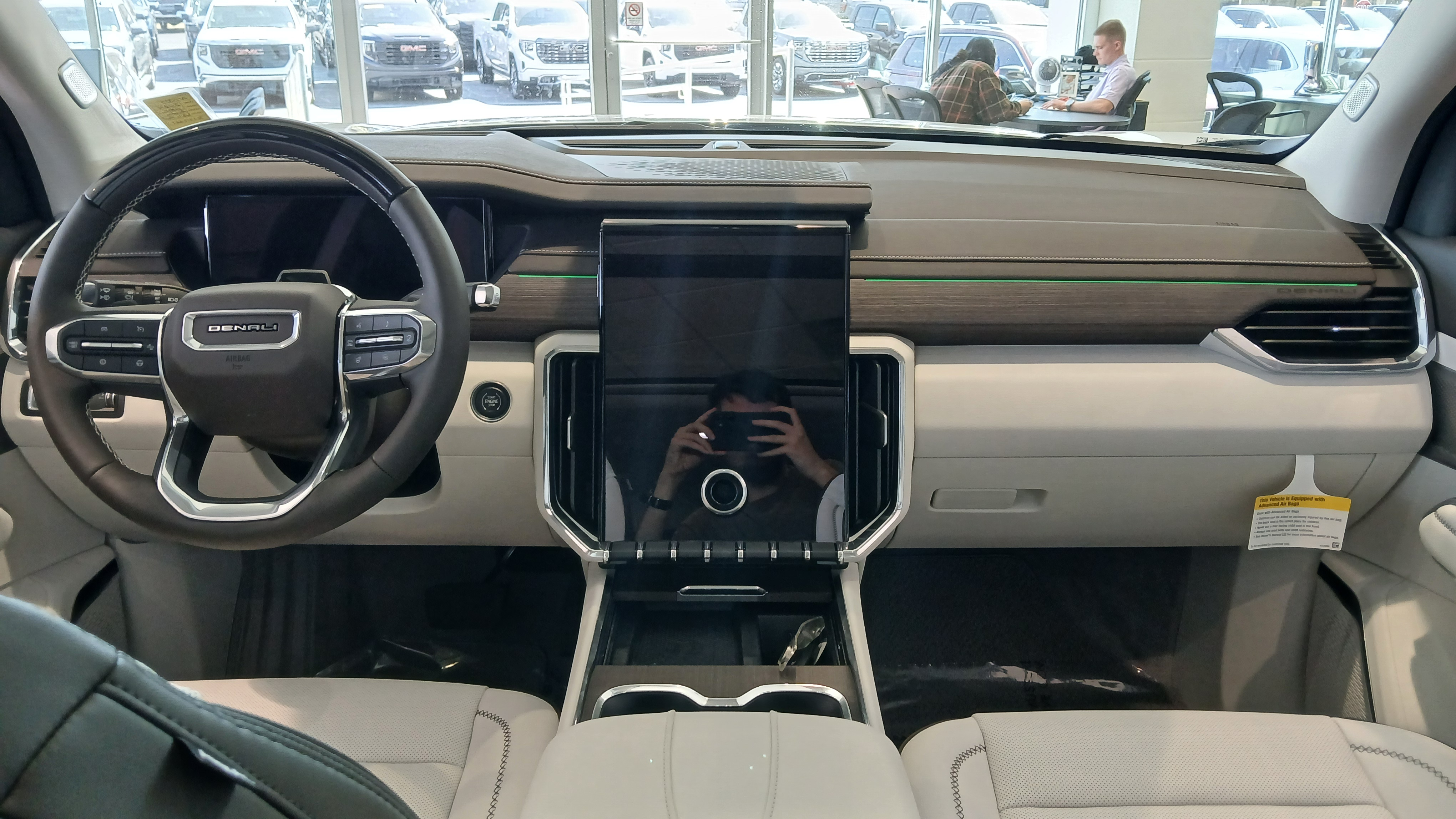

Створений на тій самій платформі GM Epsilon (C1XX-2), що й Chevrolet Traverse третього покоління, Acadia третього покоління оснащуватиметься виключно 2,5-літровим чотирициліндровим бензиновим двигуном з турбонаддувом (I4) потужністю 328 кінських сил. Стандартно для всіх комплектацій буде п’ятнадцятидюймова інформаційно-розважальна система в стилі планшета та одинадцятидюймовий реконфігурований дисплей панелі приладів. Acadia вміщує сім пасажирів із подвійними капітанськими кріслами другого ряду або вісім пасажирів із двомісним розкладним сидінням другого ряду. Acadia 2024 року, яка буде доступна на початку 2024 року, буде доступна в чотирьох моделях: базова Elevation (замінить попередню комплектацію SLE), середня версія Elevation Premium (замінить попередню комплектацію SLT), орієнтована на бездоріжжя AT4 і преміальна Деналі. Напівавтономна система водіння General Motors "Super Cruise" буде доступна на більшості моделей вперше.
Для моделі третього покоління збірка GMC Acadia 2024 року переміститься назад на завод Lansing Delta Township Assembly Plant у Мічигані з попереднього заводу Saturn Corporation Spring Hill Manufacturing Plant у Теннессі, приєднавшись до повністю нового Chevrolet Traverse 2024 року та майбутнього Buick Enclave.

### Двигуни
- 2.5 L LK0 turbo I4

## Продажі в США
| Рік  | Продажі |
| ---- | ------- |
| 2006 | 480     |
| 2007 | 72,765  |
| 2008 | 66,440  |
| 2009 | 53,820  |
| 2010 | 68,295  |
| 2011 | 79,288  |